# Trofee Maarten Wynants 2018 (vrouwen)
De vijfde editie van de Belgische wielerwedstrijd Trofee Maarten Wynants voor vrouwen werd verreden op 6 mei 2018. De start en finish vonden plaats in Houthalen-Helchteren. De winnaar was Marta Bastianelli, gevolgd door Monique van de Ree en Lorena Wiebes.

## Uitslag
| Trofee Maarten Wynants 2018 |                           |                             |          |
| Plaats                      | Naam                      | Ploeg                       | Tijd     |
| Winnaar                     | Marta Bastianelli         | Alé Cipollini               | 2u48'48" |
| 2                           | Monique van de Ree        | Waowdeals Pro Cycling       | z.t.     |
| 3                           | Lorena Wiebes             | Parkhotel Valkenburg        | z.t.     |
| 4                           | Pascale Jeuland           | Doltcini-Van Eyck Sport     | z.t.     |
| 5                           | Maria Giulia Confalonieri | Valcar PBM                  | z.t.     |
| 6                           | Marjolein van 't Geloof   | Lotto Soudal Ladies         | z.t.     |
| 7                           | Thi That Nguyen           | UCI Women's Team            | z.t.     |
| 8                           | Marta Cavalli             | Valcar PBM                  | z.t.     |
| 9                           | Martina Fidanza           | Eurotarget-Bianchi-Vitasana | z.t.     |
| 10                          | Kaat Hannes               | Jos Feron Lady Force        | z.t.     |